# كريس جاتلينج
كريس جاتلينج (بالإنجليزية: Chris Gatling) مواليد 3 سبتمبر 1967 في إليزابيث، هو لاعب كرة سلة أمريكي سابق بدأ مسيرته الاحترافية في سنة 1991 ويحمل الرقم 25, 15, 32. يبلغ طوله 6 قدم 10 بوصة (2.1 م). اعتزل اللعب في 2003.

## فرق لعب لها
- غولدن ستايت ووريورز
- دالاس مافيريكس
- بروكلين نتس
- ميلووكي باكز
- أورلاندو ماجيك
- دنفر ناغتس
- كليفلاند كافالييرز
- ميامي هيت
- نادي سسكا موسكو لكرة السلة

## الميداليات
| الميدالية | المسابقة                         |
| --------- | -------------------------------- |
| برونزية   | بطولة كأس العالم لكرة السلة 1990 |

## روابط خارجية
- كريس جاتلينج على موقع الاتحاد الدولي لكرة السلة (الإنجليزية)
- كريس جاتلينج على موقع إن بي أي (الإنجليزية)
- كريس جاتلينج على موقع سبورتس رفرنس (الإنجليزية)
- كريس جاتلينج على موقع كرة السلة الأوروبية.كوم (الإنجليزية)
- كريس جاتلينج على موقع كلية كرة السلة في سبورتس رفرنس.كوم (الإنجليزية)
- كريس جاتلينج على موقع ريلجم (الإنجليزية)
- كريس جاتلينج على موقع بروبوليرز (الإنجليزية)
- كريس جاتلينج على موقع سبورتس رفرنس (الإنجليزية)